# Coudekerque-Village

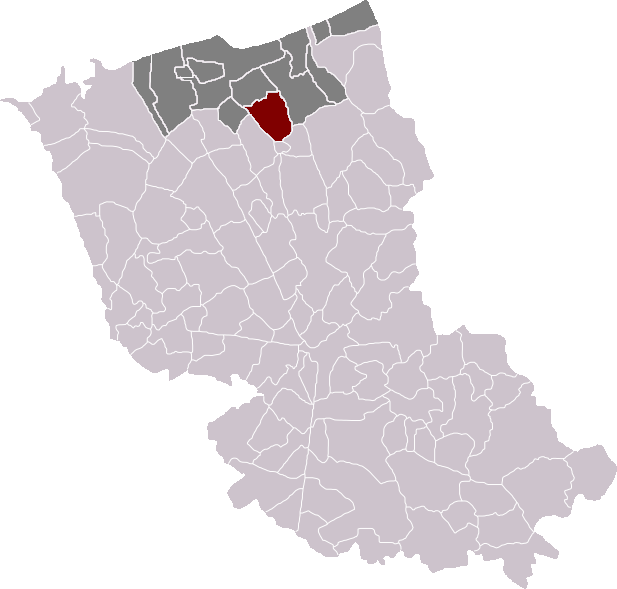
Localització de Coudekerque-Village

Coudekerque-Village (en neerlandès Koudekerke-Dorp) és un municipi francès, situat a la regió dels Alts de França, al departament del Nord, que forma part de la Westhoek. L'any 2006 tenia 1.105 habitants. Limita al nord-oest amb Coudekerque-Branche, al nord-est amb Téteghem, a l'oest amb Cappelle-la-Grande, al sud-oest amb Bierne, al sud amb Bergues i al sud-est amb Hoymille.

## Demografia
| Evolució de la població INSEE |      |      |      |      |      |      |      |      |
| 1793                          | 1800 | 1806 | 1821 | 1831 | 1836 | 1841 | 1846 | 1851 |
| -                             | 374  | -    | -    | -    | -    | -    | -    | 497  |

| 1856 | 1861 | 1866 | 1872 | 1876 | 1881 | 1886 | 1891 | 1896 |
| ---- | ---- | ---- | ---- | ---- | ---- | ---- | ---- | ---- |
| -    | -    | -    | -    | -    | -    | -    | -    | -    |

| 1901 | 1906 | 1911 | 1921 | 1926 | 1931 | 1936 | 1946 | 1954 |
| ---- | ---- | ---- | ---- | ---- | ---- | ---- | ---- | ---- |
| 692  | -    | -    | 714  | -    | -    | 602  | 496  | 536  |

| 1962 | 1968 | 1975 | 1982 | 1990 | 1999 | 2006 | 2011 | 2016 |
| ---- | ---- | ---- | ---- | ---- | ---- | ---- | ---- | ---- |
| 514  | 580  | 620  | 628  | 903  | 1080 | -    | -    | -    |

| 2019 | - | - | - | - | - | - | - | - |
| ---- | - | - | - | - | - | - | - | - |
| -    | - | - | - | - | - | - | - | - |

## Administració
| Període | Identitat                | Partit |
| ------- | ------------------------ | ------ |
| 2008-   | Jean-Marie Vandenbroucke |        |